# Gilberto Mendes
Gilberto Mendes (* 13. Oktober 1922 in Santos, São Paulo; † 1. Januar 2016 ebenda) war ein brasilianischer Komponist.

## Leben
Gilberto Mendes studierte bei Cláudio Santoro und George Olivier Toni und war bei den Darmstädter Ferienkursen für Neue Musik Schüler von Henri Pousseur und Pierre Boulez. 1965 gründete er in Santos Festspiele für neue Musik. In den 1970er und 1980er Jahren unterrichtete er an der University of Wisconsin und der University of Texas, danach war er Musikprofessor an der Universität von São Paulo.
Er komponierte neben Instrumentalwerken Kantaten und Motetten. Neben klassischen Instrumenten setzte er in seinen Kompositionen auch Geräusche von Staubsaugern, Küchenmaschinen, Waschmaschinen und Fernsehgeräten sowie Textmontagen ein.

## Werke
- Ricercar für Streicher und zwei Hörner
- Kantate für Sopran, Männerchor und Instrumente
- Musik für Instrumente
- Rotation für Instrumente
- Kantate für Stimmen, Schlagzeug, Schreibmaschinen und Tonband
- Ópera aberta: a soprano e o halterofilista (Offene Oper: „Die Sopranistin und der Gewichtsheber“) für Sopran Solo „a cappella“ und Gewichtsheber (Schauspieler)